# Хердес, Федерико
Федерико Карлос Педро Хердес Муньос (исп. Federico Carlos Pedro Gerdes Muñoz; 19 мая 1873, Такна — 18 октября 1953, Лима) — перуанский дирижёр и музыкальный педагог.
Сын немецкого коммерсанта и перуанки. Первые десять лет жизни провёл в Перу, затем отправился учиться музыке в Германию. Жил в Гамбурге, затем учился у Генриха Шпангенберга в Висбадене, в 1894—1899 гг. студент Лейпцигской консерватории, ученик Карла Райнеке (фортепиано), Саломона Ядассона (гармония и контрапункт) и Карла Панцнера (дирижирование); одноклассник Вильгельма Бакхауса и Франко Альфано. Первоначально предполагал выступать как пианист, но вынужден был отказаться от карьеры солиста из-за проблем с памятью. В 1899—1901 гг. работал в Дюссельдорфском городском театре как корепетитор, здесь же дебютировал как дирижёр. Затем недолгое время дирижировал в Штеттине, после чего отправился в гастрольное турне по России как пианист. Затем обосновался в Берлине, где работал преимущественно как аккомпаниатор. С 1906 г. заместитель директора школы пения при Королевской опере, выступал как хормейстер при постановке нескольких опер Рихарда Вагнера, в связи с чем в 1908 г. был приглашён в качестве хормейстера на Байройтский фестиваль, где работал под началом Артура Никиша.
В конце 1908 года по приглашению президента Перу Хосе Пардо вернулся в Перу, чтобы возглавить новосозданную Национальную академию музыки, которой руководил до 1929 года и затем, после перерыва, в 1932—1943 гг. Одновременно возглавлял полупрофессиональный оркестр Филармоническое общество Лимы (исп. Sociedad Filarmónica de Lima), в 1938 г. стоял у истоков Национального симфонического оркестра. Сыграл определяющую роль в утверждении ценности местной (индейского происхождения) музыкальной культуры в рамках перуанской академической музыки.
Автор песен и небольших фортепианных пьес.
Имя Хердеса носят улицы (исп. Calle Federico Gerdes) в Такне и Лиме.